# Винтаж (виноделие)
Винта́ж (англ. Vintage) или Миллезим (фр. Millésime — число, обозначающее год) в виноделии — вина, крепкие напитки (например, коньяк, арманьяк и т. п.) или урожай определенного года. Слово винтаж или миллезим используют как для обозначения года выпуска вина или крепких напитков, так и для названия таких напитков.
Понятие «винтаж» применяется, как правило, к высококачественным винам, каждый винтаж которых обладает своими неповторимыми оттенками аромата и вкуса, так как погодно-климатические и многие другие отличия каждого сезона формируют индивидуальные органолептические характеристики вина. Слово «винтаж» особенно часто упоминают в связи с элитными дорогими винами, которые выпускаются только в годы удачных урожаев. Раритетные вина выдающихся винтажей высоко ценятся коллекционерами.
Во франкоязычных странах чаще используется термин миллезим. 
В Европе миллезимным считается тот напиток, в котором виноматериал урожая данного года — это 100 % от общего состава. В редких случаях, когда виноград убирают после Нового года (немецкие айсвайны), на этикетках указывают год, предшествующий году сбора урожая. Это принято в северных широтах. Крепленые и игристые вина (включая шампанские) обычно изготавливаются из виноматериалов разных годов урожая (термин «non-vintage»). Это делается для того, чтобы сохранить в напитке некий стиль, присущий конкретному хозяйству. Однако есть и исключения из правил: в наиболее удачные годы производят, например, винтажное шампанское (Laurent Perier Alexandre Rose Grand Siecle, 1990) и винтажный портвейн (Porto Cruz, 1986). Исключительно от производителя зависит решение, делать вино только из урожая данного года или нет. К примеру, портвейн, прежде чем можно будет оценить его качество, зреет в дубовых бочках два года. И только затем принимают решение о присвоении ему винтажности. А для шампанских вин должно быть соблюдено так много условий, что только три-четыре года из десяти являются удачными для производства винтажных вин.